# Dobrý den! (album)
Dobrý den! (češko dobesedno Dober dan!) je prvi studijski album češke country skupine Banjo Band. Izšel je leta 1976 pri založbi Panton.
Naslov albuma je nasprotje naslovu naslednjega albuma skupine, Nashledanou! (Nasvidenje!).
Na albumu Guten Tag! so izšle nemške različice nekaterih pesmi: »Dáša Novákova«, »Linda«, »Mister banjo« (»Mistr Banjo«), »Im Lokal dort bei der Fähre« (»Restaurace U Přivozu«) in »So ein Bär...« (»Medvědi Nevědi«). Album je skupina izdala pod psevdonimom „Hexenschuss-Band“.

## Seznam skladb
| Stran 1 | Stran 1                | Stran 1 | Stran 1 |
| Št.     | Naslov                 | Odlomek | Dolžina |
| ------- | ---------------------- | ------- | ------- |
| 1.      | „Dáša Nováková‟        |         | 3:17    |
| 2.      | „Linda‟                |         | 2:03    |
| 3.      | „Neopatrný křeček‟     |         | 2:06    |
| 4.      | „Mravenci v kredenci‟  |         | 1:48    |
| 5.      | „Jahody trhala‟        |         | 1:50    |
| 6.      | „Svatební holinky‟     |         | 2:02    |
| 7.      | „Bessie‟               |         | 2:20    |
| 8.      | „Mistr banjo‟          |         | 1:55    |
| 9.      | „Restaurace U přívozu‟ |         | 2:51    |

| Stran 2 | Stran 2                 | Stran 2 |
| Št.     | Naslov                  | Dolžina |
| ------- | ----------------------- | ------- |
| 1.      | „Dáša jedla cukroví‟    | 2:14    |
| 2.      | „Heleme se, nemele se!‟ | 2:34    |
| 3.      | „Když je v Praze hic‟   | 2:29    |
| 4.      | „Praha-Prčice‟          | 2:09    |
| 5.      | „Děvče ze samoobsluhy‟  | 2:25    |
| 6.      | „Pantáta s kantáta‟     | 1:55    |
| 7.      | „Rychlý Bill‟           | 1:36    |
| 8.      | „Medvědi nevědí‟        | 2:18    |
| 9.      | „Jez‟                   | 2:38    |

## Zasedba

### Banjo Band
- Ivan Mládek – vokal, banjo
- Ivo Pešák – klarinet, vokal
- Jan Bošina – perilnik, violina, vokal
- Pavel Skála – klavir, vokal
- Petr Kaňkovský, kitara
- Petr Fleischer – tuba, vokal
- Tomáš Procházka – tolkala

### Gostujoči člani
- Drahomíra Vlachová – vokal
- Eva Janoušková – vokal